# Scheldelandroute

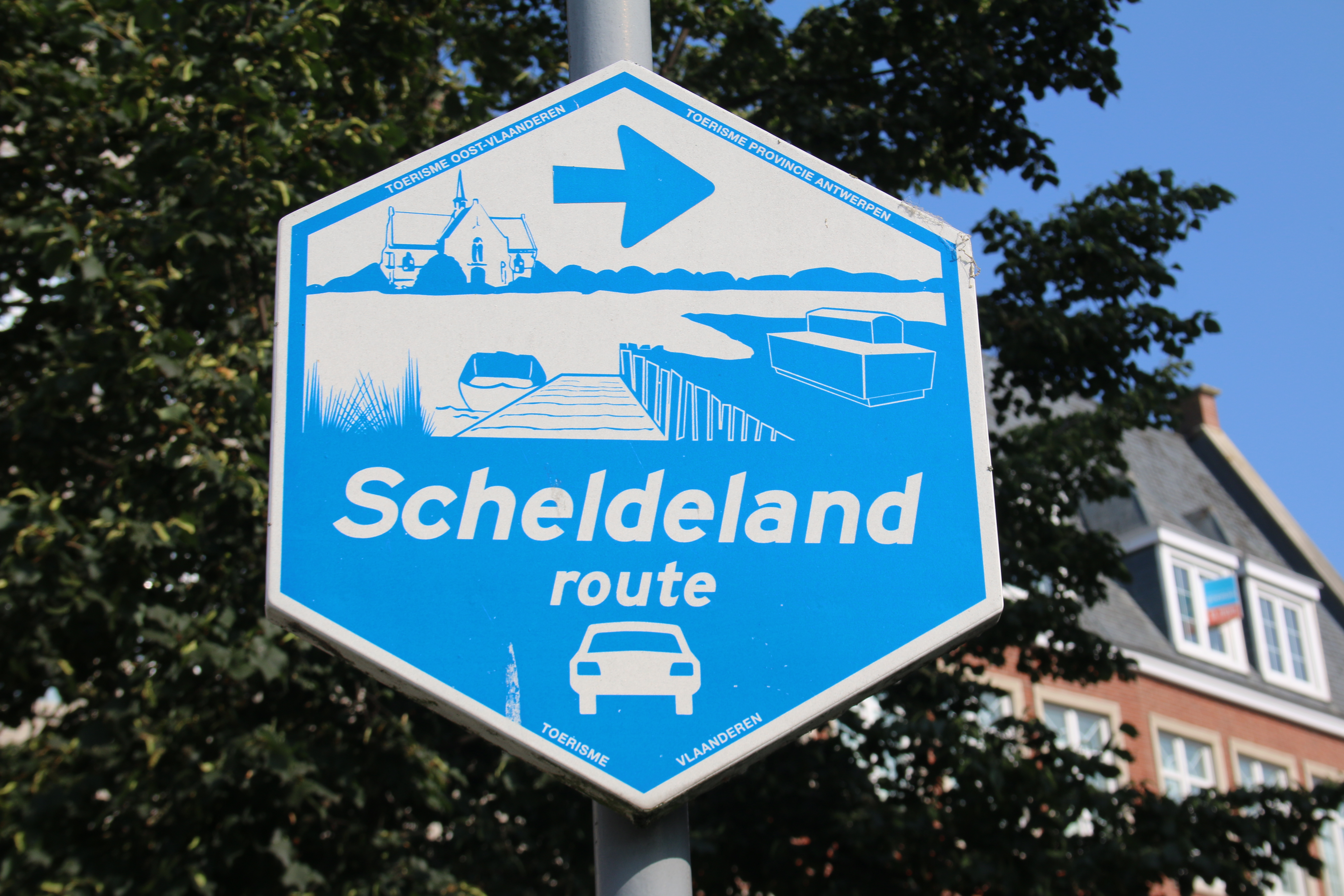

De Scheldelandroute is een bewegwijzerde toeristische autoroute in Vlaanderen. De route is bewegwijzerd met zeshoekige blauwwitte borden en maakt twee lussen door het Scheldeland in de provincies Oost-Vlaanderen en Antwerpen. De route doet onder andere Mariekerke, Puurs, Willebroek, Mechelen, Boom aan in Antwerpen en Hamme, Temse, Dendermonde, Baasrode, Buggenhout in Oost-Vlaanderen.